# ヌー・ハーイ
ヌー・ハーイ（Nou Hach、1916年 - 1975年7月）は、カンボジアの小説家、詩人。現代カンボジアの著名作家の一人であるが、ポル・ポト政権の時代に粛清で命を落とした。

## 生涯
フランス植民地時代に、豊富な米の産地として知られるバタンバン州ソンカエ郡のコンポン・プレア村に生まれる。幼少期は仏教寺院で教育を受け、プノンペンのコレージュ・シソワットに入学して、1939年にリセ・シソワットを卒業した。法学を学んでシエムリアプで裁判官となり、情報省に入ったのちに1947年に政府広報誌「カンボジア」編集委員として働く。同年に、代表作となる『萎れた花』を「カンボジア」に連載した。首相秘書や情報省官房長、外務省での勤務をへて、1952年にはシアヌーク国王の公共通信省次官となった。
カンボジアがフランスから独立してからは、文学や出版が盛んになり、ヌー・ハーイも『愛する乙女』などの小説やフランス語の詩を勢力的に発表する。1956年に設立されたクメール作家協会のメンバーにもなった。
インドネシア大使を務めている1970年にクーデターが起きてクメール共和国が建国されると、カンボジア国内は政府軍とポル・ポトが指導するクメール・ルージュとの間で内戦となる。ヌー・ハーイは1972年にインドネシア大使を引退して帰国するが、クメール・ルージュによってプノンペンを追放され、当時の多くの知識人と同様に粛清によって生涯を終えた。

## 作品と影響
代表作とされる『萎れた花』は、カンボジアの現代文芸として読まれ続けており、複数の映像化もされている。カンボジア独立後の国語教材としても使われており、規範にのっとった文体や、カンボジアの遺跡や自然の描写などが評価された。物語の舞台は1932年から1933年のバタンバン州で、望まない結婚を強いられる女性と、許婚でありながら家族の事業失敗のために結婚を認められない男性を中心とした物語で、1950年代や1960年代には、この小説の影響で自殺をはかる女性もいたという。『萎れた花』や『心の花輪』では当時の流行や風俗も反映しており、タイ国境につながる重要な交通機関となった鉄道や、カンボジアの仏教で問題視されていた呪術的な治療法、大都市プノンペンの生活、普及が進んでいたラジオなどが描かれている。こうした点も、主な読者層だった青年層から人気を得た。
ポル・ポト政権の時代には社会主義リアリズム作品が評価されたために、『萎れた花』は教材から外されたが、内戦が終結してカンボジア王国が建国されると再び教材に採用され、フランス語にも翻訳されている。
ヌー・ハーイの業績は現在でも評価されており、2002年にはカリフォルニア州立大学教授であるテリー・ヤマダによってヌー・ハーイ文学プロジェクトが開始された。ヌー・ハーイ文学協会の活動も始まり、文学賞、ワークショップ、出版などを行っている。ヌー・ハーイ文学賞には、短編小説、詩、文学研究の部門があり、短篇小説部門では2006年と2007年に約150、2008年は約300、2009年は約140の応募作が集まった。

## 日本語訳著作
- ヌー・ハーイ 著、岡田知子 訳『萎れた花・心の花輪』大同生命国際文化基金〈アジアの現代文芸 CAMBODIA〔カンボジア〕③〉、2015年9月。 NCID BB19589138。全国書誌番号:22640892。